# Clinterocera opaca
Clinterocera opaca är en skalbaggsart som beskrevs av Leon Fairmaire 1887. Clinterocera opaca ingår i släktet Clinterocera och familjen Cetoniidae. Inga underarter finns listade i Catalogue of Life.